# Condado de Clear Creek
O Condado de Clear Creek é um dos 64 condados do Estado americano do Colorado. A sede do condado é Georgetown, e sua maior cidade é Georgetown. O condado possui uma área de 1 027 km² (dos quais 3 km² estão cobertos por água), uma população de 9 322 habitantes, e uma densidade populacional de 9 hab/km² (segundo o censo nacional de 2000). O condado foi fundado em 1 de novembro de 1861.